# Пятнистый перевозчик
Пятнистый перевозчик (лат. Actitis macularius) — птица семейства бекасовых (Scolopacidae).

## Описание
Пятнистый перевозчик достигает длины от 18 до 20 см. Размах крыльев составляет от 37 до 40 см. Вес варьирует от 25 до 60 г.
В брачном наряде голова, затылок и нижняя часть шеи половозрелых птиц зеленовато-коричневые. Белая полоса над глазом очень тонкая, под ней проходит более тёмная полоса, которая тянется от основания клюва через глаза до пятен уха. Клюв ярко-оранжевый с чёрной вершиной. Горло, верх шеи и нижняя сторона тела белые с выделяющимися большими коричневыми пятнами. Подхвостье белое. В зимнем наряде клюв тёмно-коричневый, на нижней части тела отсутствуют пятна, лишь по бокам груди имеются бурые пятна. Верхняя сторона тела однотонно-коричневая. Молодые птицы похожи на взрослых птиц в зимнем оперении. Самцы и самки имеют одинаковые физические размеры, но различаются по весу; самки обычно примерно на 20-25 % тяжелее самцов.

## Распространение

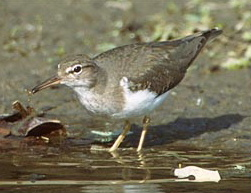
Пятнистый перевозчик в зимнем наряде

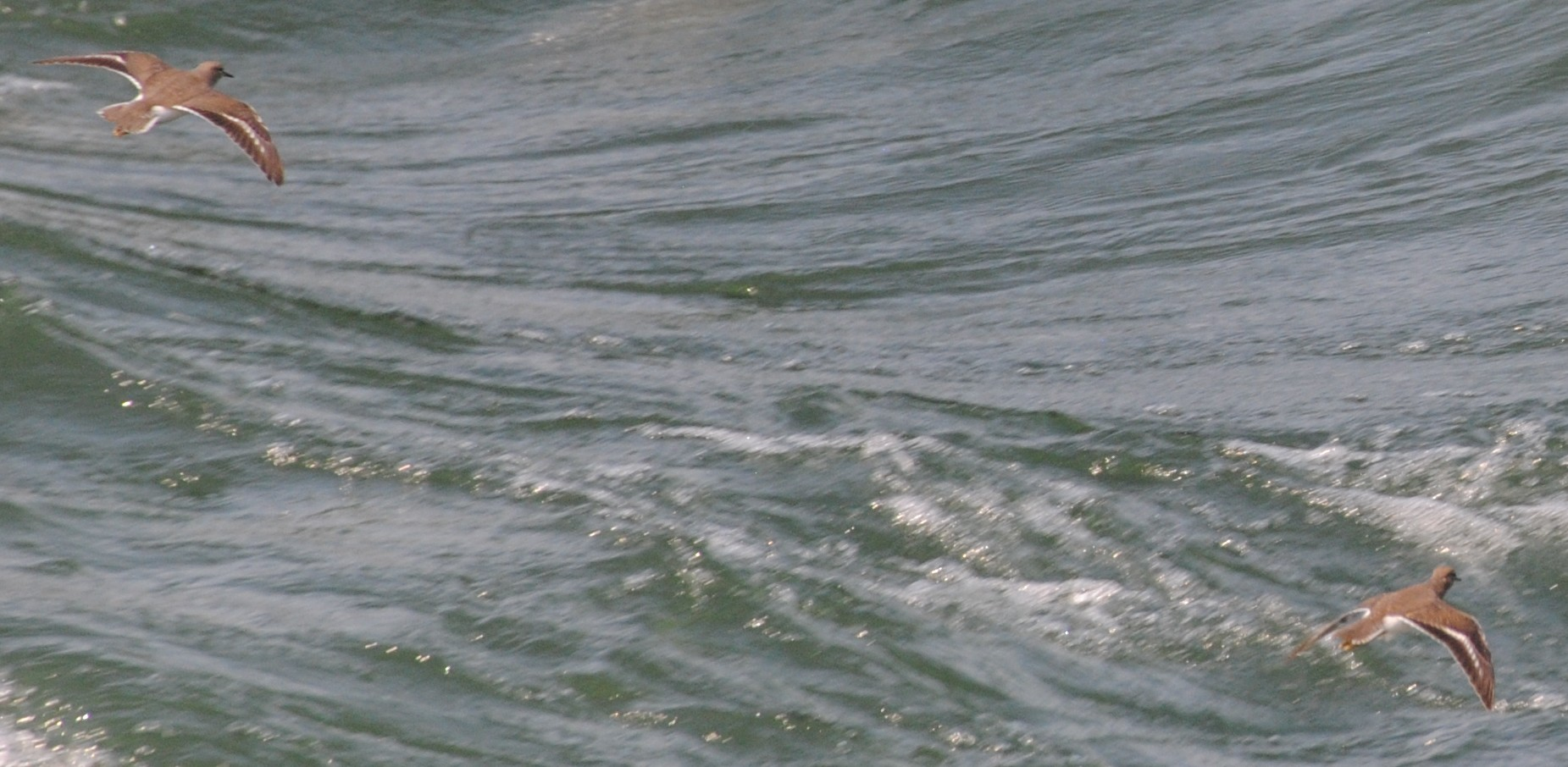

Пятнистый перевозчик обитает от Аляски вплоть до южного побережья Гудзонова залива и оттуда вплоть до побережья Лабрадора. Предпочтительное жизненное пространство — это берега рек и озёр, а также прибрежная полоса. Это перелётная птица, она мигрирует зимой на юго-западное побережье Соединенных Штатов, в Центральную Америку, в Карибское море и в Южную Америку.

## Питание
Пятнистый перевозчик питается преимущественно наземными беспозвоночными, которых он склёвывает с земли. Зимой птицы питаются также рыбой и ракообразными. Основными хищниками пятнистых перевозчиков являются хищники, куньи, мыши и чайки. Большинство этих хищников нацелены на птенцов и яйца данного вида.

## Размножение

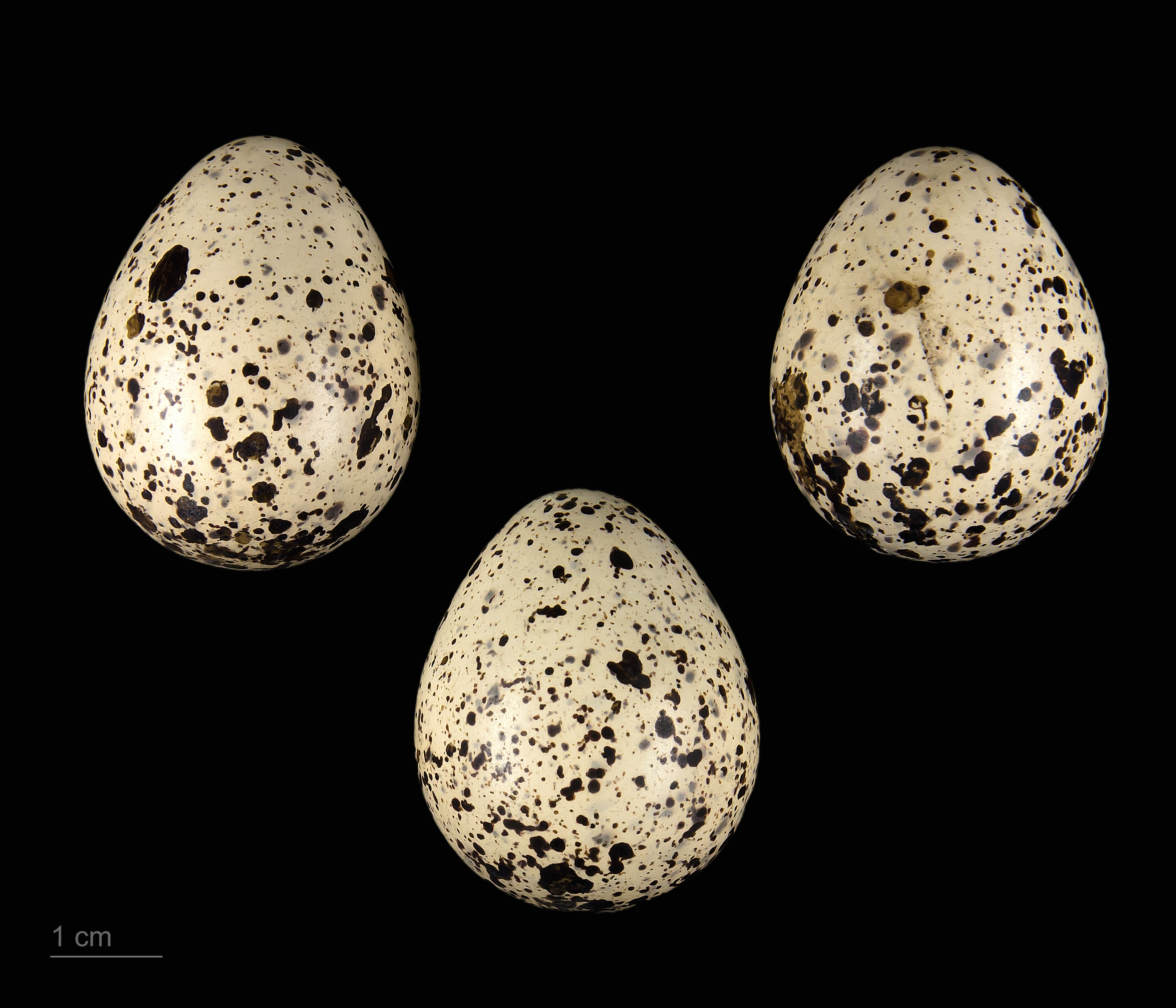
яйцо Actitis macularius — Тулузский музеум

Зимой птицы образуют маленькие стаи. Гнездятся, напротив, по отдельности. Они вступают в моногамные или полиандрические отношения только на один сезон. Необычным для этого вида является то, что самки ухаживают за самцами. Гнездо — плоская выемка на земле, выложенная внутри растительным материалом. Самец строит обычно несколько таких гнездовых ниш, затем самка выбирает ту, в которую откладывает яйца. В кладке обычно от 3 до 5 яиц кремового цвета с рыжими крапинами. При моногамных отношениях оба родителя участвуют в высиживании выводка, при полиандрических отношениях кладку высиживает только самец. Высиживание длится от 21 до 22 дней.